# BMW C1
La BMW C1 è uno scooter prodotto dalla tedesca BMW, che si differenzia da tutto il resto della produzione motociclistica attuale per il fatto di essere dotato di cellula di sicurezza, nonché di uno speciale sistema di cinture di sicurezza (la combinazione di una cintura a due punti e di una a tre punti) che trattengono il guidatore all'interno dell'abitacolo in qualsiasi situazione. 
In caso di rovesciamento laterale, la presenza di un roll bar all'altezza delle spalle e di appositi elementi antiurto ad assorbimento progressivo, allontanano il rischio di contatto della testa con il suolo. Queste dotazioni di sicurezza sono state ritenute così affidabili che nella maggior parte dei Paesi europei la normativa vigente (in Italia art. 171 comma 1bis, lettera b del C.d.S.) esenta ufficialmente il conducente dall'obbligo del casco, in vigore per tutti gli altri veicoli a due ruote motorizzati.

## Storia e profilo

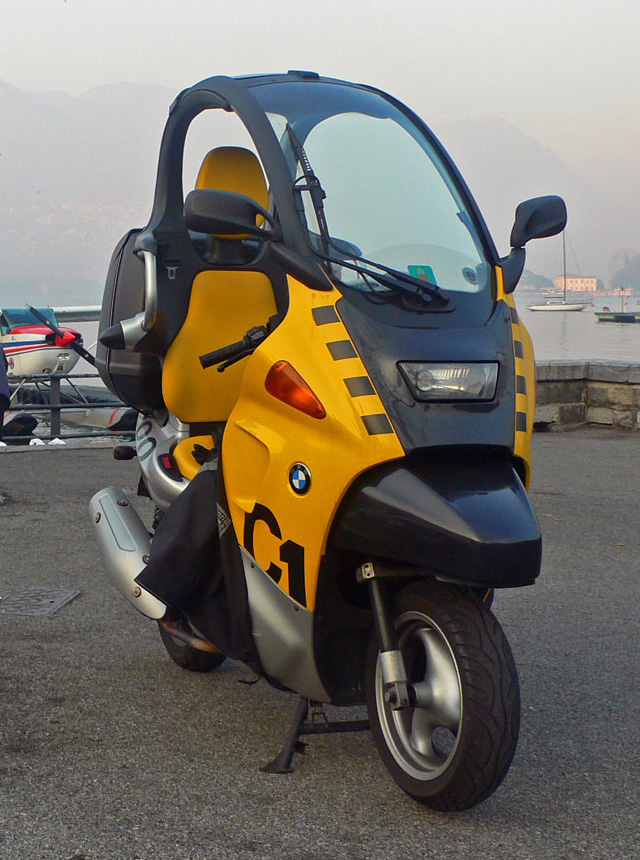
C1 200 "Family Friend"

Unitamente a doti di sicurezza, la cellula, con la presenza di un ampio parabrezza e del tettuccio garantisce anche un discreto grado di protezione del guidatore contro gli eventi atmosferici. Ad aumentare il comfort e la comodità d'uso vi è da citare anche la possibilità di montare un pratico bauletto sul retro della cellula.
Il primo prototipo di questo veicolo viene presentato alla Fiera Internazionale della Motocicletta IFMA di Colonia nel 1992 ma lo sviluppo della versione definitiva risale al 1997 (progetto siglato Z14). Entra in produzione verso la fine del 1999 grazie alla collaborazione di Bertone ed è commercializzato in Europa a partire dalla primavera del 2000. La produzione termina nel 2003.

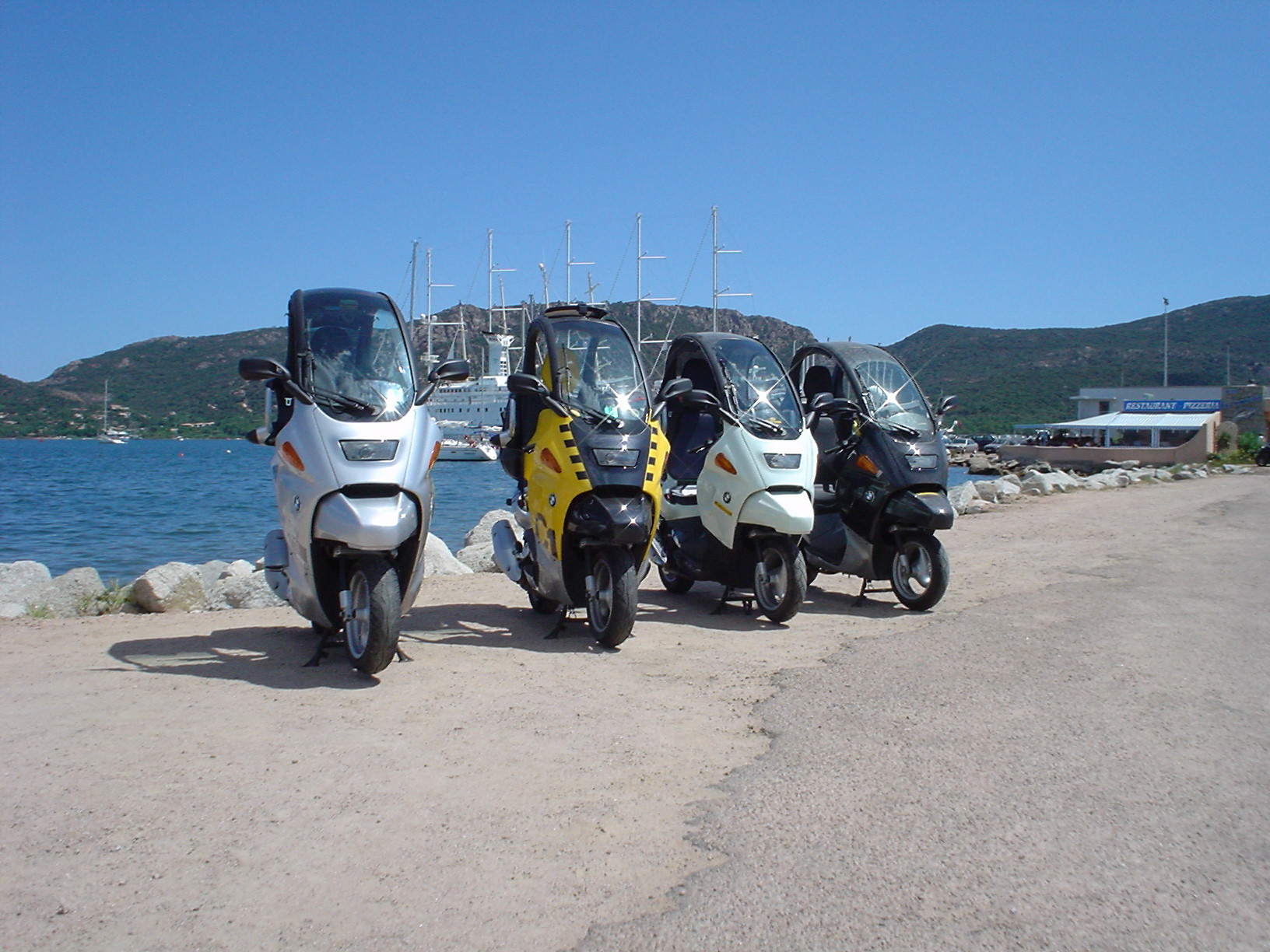
Da sinistra: C1 200 "Executive", C1 200 "Family Friend", C1 125 base, C1 125 "Executive"

Nel 2004 la Citroën ottiene l'uso della stessa sigla anche per la messa in produzione del modello più piccolo della sua gamma di autovetture (Citroën C1) e, in contemporanea, cessa la commercializzazione del BMW C1.
Il primo modello, disponibile negli allestimenti "Base", "Family Friend" ed "Executive", è equipaggiato da un motore monocilindrico di 125 cm³. 
Nel 2001 debutta anche un modello "200" (disponibile negli stessi allestimenti) con motorizzazione di cilindrata aumentata a 176 cm³; nella primavera dello stesso anno viene commercializzata anche una versione speciale caratterizzata da una verniciatura che richiama i colori della scuderia automobilistica di Formula 1 BMW-Williams.
Da stime non ufficiali la produzione complessiva di questo mezzo dovrebbe attestarsi intorno alle 30.000 unità di cui la maggior parte circolanti in Europa (in particolare nelle principali zone urbane di Germania, Italia, Gran Bretagna, Francia, Svizzera e Spagna).
Sul mercato anche altri produttori (tra i quali, Benelli e Peugeot) si sono cimentati con modelli di scooter coperti che però, essendo privi dei particolari dispositivi di sicurezza presenti sul Bmw C1, non sono omologati per la guida senza casco.

## Caratteristiche tecniche
| Caratteristiche tecniche - Bmw C1 125       | Caratteristiche tecniche - Bmw C1 125 | Caratteristiche tecniche - Bmw C1 125 | Caratteristiche tecniche - Bmw C1 125 | Caratteristiche tecniche - Bmw C1 125 | Caratteristiche tecniche - Bmw C1 125 |
| ------------------------------------------- | --- | --- | --- | --- | --- |
|                                             | | | | | |
| Dimensioni e pesi                           | | | | | |
| Ingombri (lungh.×largh.×alt.)               | 2075 × 1026 × 1766 mm | 2075 × 1026 × 1766 mm | 2075 × 1026 × 1766 mm | 2075 × 1026 × 1766 mm | 2075 × 1026 × 1766 mm |
| Altezze                                     | Sella: 701 mm | Sella: 701 mm | Sella: 701 mm | Sella: 701 mm | Sella: 701 mm |
| Interasse:                                  | Interasse: | Massa a vuoto: 185 kg | Massa a vuoto: 185 kg | Serbatoio: 9,7 l | Serbatoio: 9,7 l |
| Meccanica                                   | | | | | |
| Tipo motore: monocilindrico a quattro tempi | Tipo motore: monocilindrico a quattro tempi | Tipo motore: monocilindrico a quattro tempi | Tipo motore: monocilindrico a quattro tempi | Raffreddamento: a liquido | Raffreddamento: a liquido |
| Cilindrata                                  | 124,8 cm³ (Alesaggio 56,4 × Corsa 50,0 mm) | 124,8 cm³ (Alesaggio 56,4 × Corsa 50,0 mm) | 124,8 cm³ (Alesaggio 56,4 × Corsa 50,0 mm) | 124,8 cm³ (Alesaggio 56,4 × Corsa 50,0 mm) | 124,8 cm³ (Alesaggio 56,4 × Corsa 50,0 mm) |
| Potenza: 11 kW - 15 CV                      | Potenza: 11 kW - 15 CV | Coppia: | Coppia: | Rapporto di compressione: | Rapporto di compressione: |
| Frizione: centrifuga                        | Frizione: centrifuga | Frizione: centrifuga | Cambio: variomatic | Cambio: variomatic | Cambio: variomatic |
| Trasmissione                                | ingranaggi | ingranaggi | ingranaggi | ingranaggi | ingranaggi |
| Avviamento                                  | elettrico | elettrico | elettrico | elettrico | elettrico |
| Ciclistica                                  | | | | | |
| Telaio                                      | telaio tubolare centrale in profilati estrusi di alluminio e getti in conchiglia; telaio del tetto e staffe paraspalle avvitate; motore montato elasticamente sul telaio                    | telaio tubolare centrale in profilati estrusi di alluminio e getti in conchiglia; telaio del tetto e staffe paraspalle avvitate; motore montato elasticamente sul telaio                    | telaio tubolare centrale in profilati estrusi di alluminio e getti in conchiglia; telaio del tetto e staffe paraspalle avvitate; motore montato elasticamente sul telaio                    | telaio tubolare centrale in profilati estrusi di alluminio e getti in conchiglia; telaio del tetto e staffe paraspalle avvitate; motore montato elasticamente sul telaio                    | telaio tubolare centrale in profilati estrusi di alluminio e getti in conchiglia; telaio del tetto e staffe paraspalle avvitate; motore montato elasticamente sul telaio                    |
| Sospensioni                                 | Anteriore: sistema Telelever BMW / Posteriore: forcellone con gruppo trasmissione incorporato                                                                                               | Anteriore: sistema Telelever BMW / Posteriore: forcellone con gruppo trasmissione incorporato                                                                                               | Anteriore: sistema Telelever BMW / Posteriore: forcellone con gruppo trasmissione incorporato                                                                                               | Anteriore: sistema Telelever BMW / Posteriore: forcellone con gruppo trasmissione incorporato                                                                                               | Anteriore: sistema Telelever BMW / Posteriore: forcellone con gruppo trasmissione incorporato                                                                                               |
| Freni                                       | Anteriore: idraulico a disco singolo (diametro 220 mm) con pinza flottante a doppio pistoncino / Posteriore: idraulico a disco singolo (diametro 220 mm) con pinza flottante a 1 pistoncino | Anteriore: idraulico a disco singolo (diametro 220 mm) con pinza flottante a doppio pistoncino / Posteriore: idraulico a disco singolo (diametro 220 mm) con pinza flottante a 1 pistoncino | Anteriore: idraulico a disco singolo (diametro 220 mm) con pinza flottante a doppio pistoncino / Posteriore: idraulico a disco singolo (diametro 220 mm) con pinza flottante a 1 pistoncino | Anteriore: idraulico a disco singolo (diametro 220 mm) con pinza flottante a doppio pistoncino / Posteriore: idraulico a disco singolo (diametro 220 mm) con pinza flottante a 1 pistoncino | Anteriore: idraulico a disco singolo (diametro 220 mm) con pinza flottante a doppio pistoncino / Posteriore: idraulico a disco singolo (diametro 220 mm) con pinza flottante a 1 pistoncino |
| Pneumatici                                  | 120/70-R 13 anteriore e 140/70-R 12 posteriore | 120/70-R 13 anteriore e 140/70-R 12 posteriore | 120/70-R 13 anteriore e 140/70-R 12 posteriore | 120/70-R 13 anteriore e 140/70-R 12 posteriore | 120/70-R 13 anteriore e 140/70-R 12 posteriore |
| Prestazioni dichiarate                      | | | | | |
| Velocità massima                            | 103 km/h | 103 km/h | 103 km/h | 103 km/h | 103 km/h |
| Accelerazione                               | (0-50 km/h) 5,9 s | (0-50 km/h) 5,9 s | (0-50 km/h) 5,9 s | (0-50 km/h) 5,9 s | (0-50 km/h) 5,9 s |
| Consumo                                     | 2.9 litri per 100 km | 2.9 litri per 100 km | 2.9 litri per 100 km | 2.9 litri per 100 km | 2.9 litri per 100 km |
| Fonte dei dati:                             | | | | | |

| Caratteristiche tecniche - Bmw C1 200       | Caratteristiche tecniche - Bmw C1 200 | Caratteristiche tecniche - Bmw C1 200 | Caratteristiche tecniche - Bmw C1 200 | Caratteristiche tecniche - Bmw C1 200 | Caratteristiche tecniche - Bmw C1 200 |
| ------------------------------------------- | --- | --- | --- | --- | --- |
|                                             | | | | | |
| Dimensioni e pesi                           | | | | | |
| Ingombri (lungh.×largh.×alt.)               | 2075 × 1026 × 1766 mm | 2075 × 1026 × 1766 mm | 2075 × 1026 × 1766 mm | 2075 × 1026 × 1766 mm | 2075 × 1026 × 1766 mm |
| Altezze                                     | Sella: 701 mm | Sella: 701 mm | Sella: 701 mm | Sella: 701 mm | Sella: 701 mm |
| Interasse:                                  | Interasse: | Massa a vuoto: 185 kg | Massa a vuoto: 185 kg | Serbatoio: 9,7 l | Serbatoio: 9,7 l |
| Meccanica                                   | | | | | |
| Tipo motore: monocilindrico a quattro tempi | Tipo motore: monocilindrico a quattro tempi | Tipo motore: monocilindrico a quattro tempi | Tipo motore: monocilindrico a quattro tempi | Raffreddamento: a liquido | Raffreddamento: a liquido |
| Cilindrata                                  | 176 cm³ (Alesaggio 62,0 × Corsa 58,4 mm) | 176 cm³ (Alesaggio 62,0 × Corsa 58,4 mm) | 176 cm³ (Alesaggio 62,0 × Corsa 58,4 mm) | 176 cm³ (Alesaggio 62,0 × Corsa 58,4 mm) | 176 cm³ (Alesaggio 62,0 × Corsa 58,4 mm) |
| Potenza: 13 Kw - 18 CV                      | Potenza: 13 Kw - 18 CV | Coppia: | Coppia: | Rapporto di compressione: | Rapporto di compressione: |
| Frizione: centrifuga                        | Frizione: centrifuga | Frizione: centrifuga | Cambio: variomatic | Cambio: variomatic | Cambio: variomatic |
| Trasmissione                                | ingranaggi | ingranaggi | ingranaggi | ingranaggi | ingranaggi |
| Avviamento                                  | elettrico | elettrico | elettrico | elettrico | elettrico |
| Ciclistica                                  | | | | | |
| Telaio                                      | telaio tubolare centrale in profilati estrusi di alluminio e getti in conchiglia; telaio del tetto e staffe paraspalle avvitate; motore montato elasticamente sul telaio                    | telaio tubolare centrale in profilati estrusi di alluminio e getti in conchiglia; telaio del tetto e staffe paraspalle avvitate; motore montato elasticamente sul telaio                    | telaio tubolare centrale in profilati estrusi di alluminio e getti in conchiglia; telaio del tetto e staffe paraspalle avvitate; motore montato elasticamente sul telaio                    | telaio tubolare centrale in profilati estrusi di alluminio e getti in conchiglia; telaio del tetto e staffe paraspalle avvitate; motore montato elasticamente sul telaio                    | telaio tubolare centrale in profilati estrusi di alluminio e getti in conchiglia; telaio del tetto e staffe paraspalle avvitate; motore montato elasticamente sul telaio                    |
| Sospensioni                                 | Anteriore: sistema Telelever BMW / Posteriore: forcellone con gruppo trasmissione incorporato                                                                                               | Anteriore: sistema Telelever BMW / Posteriore: forcellone con gruppo trasmissione incorporato                                                                                               | Anteriore: sistema Telelever BMW / Posteriore: forcellone con gruppo trasmissione incorporato                                                                                               | Anteriore: sistema Telelever BMW / Posteriore: forcellone con gruppo trasmissione incorporato                                                                                               | Anteriore: sistema Telelever BMW / Posteriore: forcellone con gruppo trasmissione incorporato                                                                                               |
| Freni                                       | Anteriore: idraulico a disco singolo (diametro 220 mm) con pinza flottante a doppio pistoncino / Posteriore: idraulico a disco singolo (diametro 220 mm) con pinza flottante a 1 pistoncino | Anteriore: idraulico a disco singolo (diametro 220 mm) con pinza flottante a doppio pistoncino / Posteriore: idraulico a disco singolo (diametro 220 mm) con pinza flottante a 1 pistoncino | Anteriore: idraulico a disco singolo (diametro 220 mm) con pinza flottante a doppio pistoncino / Posteriore: idraulico a disco singolo (diametro 220 mm) con pinza flottante a 1 pistoncino | Anteriore: idraulico a disco singolo (diametro 220 mm) con pinza flottante a doppio pistoncino / Posteriore: idraulico a disco singolo (diametro 220 mm) con pinza flottante a 1 pistoncino | Anteriore: idraulico a disco singolo (diametro 220 mm) con pinza flottante a doppio pistoncino / Posteriore: idraulico a disco singolo (diametro 220 mm) con pinza flottante a 1 pistoncino |
| Pneumatici                                  | 120/70-R 13 anteriore e 140/70-R 12 posteriore | 120/70-R 13 anteriore e 140/70-R 12 posteriore | 120/70-R 13 anteriore e 140/70-R 12 posteriore | 120/70-R 13 anteriore e 140/70-R 12 posteriore | 120/70-R 13 anteriore e 140/70-R 12 posteriore |
| Prestazioni dichiarate                      | | | | | |
| Velocità massima                            | 112 km/h | 112 km/h | 112 km/h | 112 km/h | 112 km/h |
| Accelerazione                               | (0-50 km/h) 3,9 s | (0-50 km/h) 3,9 s | (0-50 km/h) 3,9 s | (0-50 km/h) 3,9 s | (0-50 km/h) 3,9 s |
| Consumo                                     | 3,2 litri per 100 km | 3,2 litri per 100 km | 3,2 litri per 100 km | 3,2 litri per 100 km | 3,2 litri per 100 km |
| Fonte dei dati:                             | | | | | |